# Antífrase
A antífrase é uma figura de linguagem, facilmente confundida com as figuras da ironia, sarcasmo, eufemismo e sátira, e consiste na utilização de uma palavra com o sentido contrário àquele que tem normalmente. Camões refere este recurso estilístico de forma explícita na sua Canção IX: "Junto a um seco, fero e estéril monte, (...) Cujo nome do vulgo introduzido, / É Felix, por antífrase infelice."
O seu uso pode justificar-se como forma de atenuação de uma ideia negativa, como quando se chamavam de Euménides ("benévolas") às Fúrias, na Grécia Antiga; ou quando D. João II decidiu renomear o Cabo das Tormentas como Cabo da Boa Esperança. Pode-se considerar, por vezes, a antífrase como um eufemismo levado ao extremo - quando o sentido original das palavras é invertido.